# René Just Haüy
René Just Haüy (Saint-Just-en-Chaussée, 28 febbraio 1743 – Parigi, 1º giugno 1822) è stato un mineralogista, cristallografo e religioso francese, considerato tra i fondatori della cristallografia moderna.

## Biografia
Fratello di Valentin Haüy, fondatore del primo istituto scolastico francese per ciechi, Haüy fece i suoi studi giovanili al Collège de Navarre e al Collège de Leimone. Maturata la vocazione religiosa, fu ordinato sacerdote e, negli anni successivi, venne nominato abate onorario della cattedrale di Notre-Dame.
L'interesse di Haüy per le scienze naturali e le scienze della terra fu rivolto inizialmente verso la botanica, ma ben presto si appassionò allo studio delle caratteristiche geometriche dei cristalli e di alcune loro proprietà fisiche come la piroelettricità.
Tra i maggiori contributi di Haüy alla cristallografia, viene ricordata la formulazione della legge cristallografica omonima, l'intuizione che la sfaldatura dei minerali fosse la dimostrazione di un ordine geometrico interno, e la teoria della molecola integrante - elaborata per spiegare la legge della costanza dell'angolo diedro e la succitata legge di Haüy - secondo la quale ogni cristallo era costituito dalla ripetizione di un parallelepipedo elementare submicroscopico che ne manteneva le stesse caratteristiche geometriche.
La teoria della molecola integrante, seppure parzialmente errata, avrebbe fornito al suo allievo Gabriel Delafosse, nel 1840, la base deduttiva per il concetto di cella elementare, il dominio fondamentale del reticolo di traslazione (formulato compiutamente, nel 1845, come reticolo di Bravais) in cui può essere idealizzato il reticolo cristallino. L'esistenza del reticolo cristallino fu successivamente dimostrata, nel secondo decennio del XX secolo, sulla base degli esperimenti sulla diffrazione dei raggi X da parte dei cristalli, effettuati (e variamente interpretati) da Laue, Bragg (padre e figlio) e Ewald.
Nel 1793, Haüy determinò, assieme ad Antoine Lavoisier, il valore della nuova unità di massa del sistema metrico, che avrebbe preso il nome di chilogrammo, su incarico della Commissione dei pesi e delle misure dell'Accademia francese delle scienze, di cui era entrato a far parte nel 1783.
Durante la rivoluzione, Haüy rifiutò di prestare il giuramento di fedeltà alla Costituzione civile del clero. Privato della pensione, fu arrestato come prete refrattario nell'agosto del 1792. Grazie all'intercessione del suo allievo, Étienne Geoffroy Saint-Hilaire, Haüy fu rilasciato dal carcere pochi giorni prima che i sacerdoti prigionieri venissero massacrati. Chiese a Jean-Lambert Tallien di intercedere a favore di padre Lhomond, arrestato per la stessa ragione. Grazie all'intervento di Haüy, Lhomond venne risparmiato.
Titolare di una cattedra alla Faculté des arts (facoltà delle arti) della Sorbonne, insegnò mineralogia al Muséum national d'histoire naturelle dal 1802 al 1822.
Morì nel 1822 e fu sepolto nel cimitero di Père-Lachaise di Parigi.

## Opere
Le opere disponibili in formato PDF sul sito web della Biblioteca nazionale di Francia sono indicate con « BNF ».
- Essai d'une théorie sur la structure des crystaux (1784) BNF
- (FR) Exposition raisonnée de la théorie de l'électricité et du magnétisme, Paris, veuve Nicolas Desaint, 1787.
- De la structure considérée comme caractère distinctif des minéraux (1793)
- Exposition abrégé de la théorie de la structure des cristaux (1793) BNF
- Extrait d'un traité élémentaire de minéralogie (1797)
- Traité de minéralogie (5 vol., 1801) BNF: Tome 1 Tome 2 Tome 3 Tome 4 Tome 5
- Traité élémentaire de physique (2 vols 1803, 1806)
- Tableau comparatif des résultats de la cristallographie, et de l'analyse chimique relativement à la classification des minéraux (1809) BNF
- Traité des pierres précieuses (1817) BNF[5]
- Traité de cristallographie  (2 vol., 1822)

Scrisse numerosi articoli per svariate riviste scientifiche, le più prestigiose delle quali furono Journal de physique e le Annales du Museum d'Histoire Naturelle.

## Onorificenze
Il suo è uno dei 72 nomi di autorevoli personalità francesi incisi su un lato del primo balcone della Torre Eiffel.